# آلان فيرتهايمر
آلان إرنست فيرتهايمر رجل أعمال وملياردير فرنسي يقيم في مدينة نيويورك، وهو رئيس مجلس الإدارة والمساهم المسيطر في شانيل، هو وشقيقه جيرارد الذي يرأس قسم الساعات بها. في أكتوبر 2022م قدرت ثروة آلان بـ 40 مليار دولار أمريكي بناءً على مؤشر بلومبيرغ للمليارديرات، مما جعله يحتل المرتبة 26 في قائمة أغنى شخص في العالم.

## النشأة
وُلد فيرتهايمر في 28 سبتمبر 1948م، لعائلة يهودية، ابن لجاك فيرتهايمر وإليان فيشر، جده بيير شارك أيضاً في تأسيس شانيل مع كوكو شانيل.

## حياته المهنية
فيرتهايمر هو المالك المشارك ورئيس مجلس إدارة شانيل.
يدير آلان شركة شانيل المملوكة للقطاع الخاص، وقد أشرف على الاستحواذ على العديد من العلامات التجارية غير التابعة لها، بما في ذلك "إيريس باريس" لملابس السباحة، و"تانر كرول" لسروج الخيول والسلع الجلدية، وصانع الأسلحة البريطاني "هولند أند هولند". 
بدأ الأخوان فيرتهايمر في فرنسا، وامتلكا مزارع العنب الفرنسية بما في ذلك مصنع نبيذ "شاتو راوزان سيلا" في بلدة مارغاو جنوب غرب فرنسا، و"شاتو كانون" في سانت اميليون، كلا المصنعين حصلا على تقييمات رائعة من منظمة محبيّ النبيذ "اوينفايلز" (بالإنجليزية: THE OENOPHILE INSTITUTE)‏ . 
الأخوان فيرتهايمر أيضاً فرسان خيل ورثوا وشغلوا سباق خيول ثوروبريد، الذي يسمى بـ "لا بريسل فارم" أو مزرعة فيرتهايمر لسباقات الخيول في الولايات المتحدة، كما يُعرف الأخوان في فرنسا باسم "فيرتهايمر إي فريري" والذي يعني فيرتهايمر في إشارة لـ "آلان" وشقيقه. 

## حياته الشخصية
آلان متزوج من بريجيت لالوم، ولديهم ثلاثة أطفال، "سارة فيرتهايمر" (المتزوجة من "بيدرو روميرو غونزاليس" منذ عام 2011م) و"ناثانيال فيرتهايمر" (المتزوج من "تايا ألكسندرا شميد" منذ عام 2015م) وأخيراً ابنهم الأصغر "رافائيل فيرتهايمر". يعيش آلان وزوجته في مدينة نيويورك.
يمتلك آلان وإخوته مزارع للعنب في فرنسا وفي وادي نابا بكاليفورنيا.